# 練習艦隊 (海上自衛隊)
練習艦隊（れんしゅうかんたい、英語: Training Squadron）は海上自衛隊において海上実習を担当する教育専従部隊で、日本語の呼称上は自衛艦隊等と同じ「艦隊」であるが、Fleetよりも一段小規模のものとしてTraining Squadron（練習戦隊）と英訳される。なお、自衛艦の種別として練習艦（TV）が設けられている。

## 概要
自衛艦隊、地方隊、教育航空集団と並び、自衛隊法に明文規定のある防衛大臣直轄部隊であり、練習艦隊司令官は防衛大臣から直接指揮監督を受ける。練習艦隊司令官は海将補をもって充てられ、練習艦隊司令部は呉基地に置かれる。
1957年（昭和32年）5月10日、初任幹部自衛官及び術科学校学生等に対する海洋訓練の必要性から第1警戒隊群を母体とした、PF編成の練習隊2隊とLSSL編成の練習隊3隊から成る練習隊群が編成され、1961年（昭和36年）6月12日、法律第126号による自衛隊法の一部改正により、名称を練習艦隊と改められた。
海上自衛隊の幹部候補生は、幹部候補生学校卒業と同時に3等海尉（大学院卒は2等海尉）に任官され、そのまま卒業証書入りの筒を左手に、音楽隊の演奏の中を同校内を行進して、江田島湾（江田内）に面して突き出ている桟橋（「表桟橋」）から沖合いに停泊中の練習艦隊の各艦に乗組むのが慣習である。

## 沿革
- 1957年（昭和32年）5月10日：練習隊群が新編。

※ 編成（司令部、旗艦：警備艦「うめ」、第1・第2・第11・第12・第13練習隊
- 1958年（昭和33年）
  - 1月14日：初の遠洋練習航海を実施（2月25日まで）。
  - 4月1日：第11・第12・第13練習隊を廃止。
- 1961年（昭和36年）6月12日：練習隊群が練習艦隊に改称。練習隊群司令が練習艦隊司令官に改称。
- 1963年度（昭和38年度、第7回）遠洋練習航海において、初めて欧州を訪問した。
- 1970年（昭和45年）
  - 3月2日：第2練習隊が廃止。
  - 6月30日：第14回遠洋練習航海において、練習艦「かとり」、護衛艦「きくづき」が海上自衛隊としては初の世界一周を実施した。なお、前年に就役した「かとり」は初の遠洋練習航海に参加。
- 1976年度（昭和51年度、第20回）遠洋練習航海では、練習艦「かとり」と護衛艦「ながつき」がニューヨークで行われたアメリカ建国200周年記念観艦式に参加した。
- 1986年度（昭和61年度、第30回）遠洋練習航海では、練習艦「かとり」と護衛艦「ながつき」がニューヨークで行われた自由の女神100周年記念国際観艦式に参加した。
- 1988年度（昭和63年度、第32回）遠洋練習航海では、練習艦「かとり」と護衛艦「せとゆき」、「しまゆき」がシドニーで行われたオーストラリア建国200周年記念国際観艦式に参加した。
- 1994年（平成6年）
  - 1月20日：練習艦隊司令部が横須賀基地から呉基地に移転。
  - 同年度、第38回遠洋練習航海は「かとり」が老齢化のため編成から外れたため、25年振りに護衛艦だけの編成となった。
- 1995年（平成7年）
  - 1月26日：練習艦「かしま」が就役し、直轄艦として編入。「かとり」を第1練習隊に編成替え。
  - 同年度、第39回遠洋練習航海から練習艦「かしま」が参加し、この年から女性自衛官も遠洋練習航海に参加できるようになった。
- 1996年度（平成8年度、第40回）遠洋練習航海では、9月に初めて大韓民国を訪問した。
- 1998年（平成10年）3月20日：「かとり」を除籍。
- 2004年度（平成16年度、第48回）遠洋練習航海では、第54期一般幹部候補生課程を修了した約170名の新任3等海尉を含む、約740名が派遣された。派遣艦は、練習艦「かしま」（艦長は林宏之1等海佐）、護衛艦「はまぎり」（艦長は豊住太2等海佐）「うみぎり」（艦長は三浦昌伸2等海佐）である。南北アメリカ方面へ向かい、アルゼンチン、ブラジル、コロンビア、メキシコ合衆国、パナマ共和国、トリニダード・トバゴ、アメリカ合衆国、ウルグアイの8箇国を訪問した。
- 2005年度（平成17年度、第49回）遠洋練習航海は、第55期一般幹部候補生課程修了者約180名（内タイ王国、シンガポール共和国留学生各1名）を含む約750名。155日間で約5万5千kmを航行し、13箇国14寄港地を親善訪問した。練習艦隊としては、初となるロシア連邦を訪問し、カンボジアのシアヌールビルに初寄港した。また、サンクトペテルブルクで日露通好条約150周年記念行事に、ポーツマスではトラファルガー海戦200周年記念観艦式に参加した。訪問国は、アメリカ合衆国、メキシコ、パナマ、イギリス、ノルウェー、ロシア連邦、ドイツ連邦共和国、フランス共和国、マルタ、トルコ、エジプト・アラブ共和国、インド、カンボジア王国である。
- 2006年度（平成18年度、第50回）遠洋練習航海（一般幹部候補生）の概要は次の通りである。期間は2006年（平成18年）4月19日乃至同年9月5日の140日間。総航程は約5万キロメートル。派遣艦艇は練習艦「かしま」（定員360名）、同「やまぎり」（定員220名）及び護衛艦「あまぎり」（定員220名）。派遣人員は第56期一般幹部候補生課程終了者約190名（内タイ王国留学生1名）を含む約750名。訪問国は、カナダ、ドミニカ共和国、ホンジュラス共和国、メキシコ合衆国、パナマ共和国、アメリカ合衆国である。また、カナダ海軍、アメリカ合衆国海軍、メキシコ合衆国海軍及びホンジュラス共和国海軍と親善訓練等を行った。
- 2007年度（平成19年度、第51回）の遠洋練習航海（一般幹部候補生）の概要は次の通りである。期間は4月20日乃至9月21日の155日間。総航程は約56,000km。派遣人員は第57期一般幹部候補生課程修了者約180名（内タイ王国及びシンガポール共和国留学生各1名）を含む約740名。訪問国は、アメリカ合衆国（真珠湾、サンディエゴ）、エルサルバドル共和国（アカフトラ）、チリ共和国（パルパライソ）、ペルー共和国（カヤオ）、メキシコ合衆国（マンサニーヨ）、仏領ポリネシア（パペーテ）、ニュージーランド（ウェリントン）、オーストラリア（シドニー、ダーウィン）、マレーシア（ポートクラン）、大韓民国（仁川）である。太平洋上の4月28日には洋上慰霊祭を行った。
- 2008年度（平成20年度、第52回）遠洋練習航海（一般幹部候補生）の概要は次の通りである。期間は4月15日乃至9月18日の158日間。総航程は約57,000km。派遣人員は第58期一般幹部候補生課程修了者約180名（内タイ王国留学生1名）を含む約720名。訪問国は、アメリカ合衆国（真珠湾、サンディエゴ）、パナマ共和国（パナマシティ）、ブラジル連邦共和国（レシフェ、リオ・デ・ジャネイロ、サントス）、セネガル共和国（ダカール）、フランス共和国（ルーアン）、オランダ（アムステルダム）、イギリス（ポーツマス）、エジプト（ポートサイード）、インド（ムンバイ）、シンガポール（シンガポール）である。太平洋上の4月23日と地中海上の9月11日には洋上慰霊祭を行い、サントス停泊中の6月21日には、サンパウロ市内で行われた日本人移民100周年記念式典に参加し、臨席した皇太子徳仁親王の前で観閲行進を行った。
- 2014年度（平成26年度、第58回）遠洋練習航海では7月5日から8日まで海上自衛隊として初めてキューバを訪問した。また、9月19日から厚生労働省との省庁間協力としてソロモン諸島における戦没者遺骨収集帰還事業の支援にあたる[6]。
- 2016年度（平成28年度、第60回）遠洋練習航海において、護衛艦「あさぎり」と練習艦「せとゆき」の乗員である20歳代と30歳代の男性下士官が、それぞれ艦内で自殺した。この他、航海中に複数の乗員が下艦を申し出る事態も起きたという[7]。
- 2020年度（令和2年度、第64回）の遠洋練習航海は新型コロナウイルスへの対処などで、初めて前期・後期の2期制となった。前期の訪問国はシンガポールだけで、現地では補給のみ行う[8][9]。後期は練習艦「かしま」1隻のみの参加でアメリカ合衆国のノーム、アンカレッジ、パールハーバー、サイパンに寄港予定[10]。また、海上自衛隊として初めてベーリング海峡を周回し、北極圏に到達する[11]。
- 2022年度（令和4年度、第66回）の遠洋練習航海は4月24日、横須賀基地で3年ぶりに出国行事が行われ、初級幹部を含む約540人の隊員が家族らに見送られ任務についた。今年度の遠洋練習航海は西回りに地球を一周する約51,000㎞の航程。東ティモール、スリランカ、ジブチ、イギリス、フランス、パナマ、アメリカ合衆国の7か国計8か所に寄港し、8月22日に帰港する。新型コロナ対策のため、令和2、3年度は各国への訪問も中止されたが、今回から再開される[12][13]。なお、5月2日に海上幕僚監部から遠洋練習航海の一部変更について発表があり、5月2日、横須賀を出港、7か国（9寄港地）、約48,600㎞の航程に変更された[14]。

## 遠洋練習航海

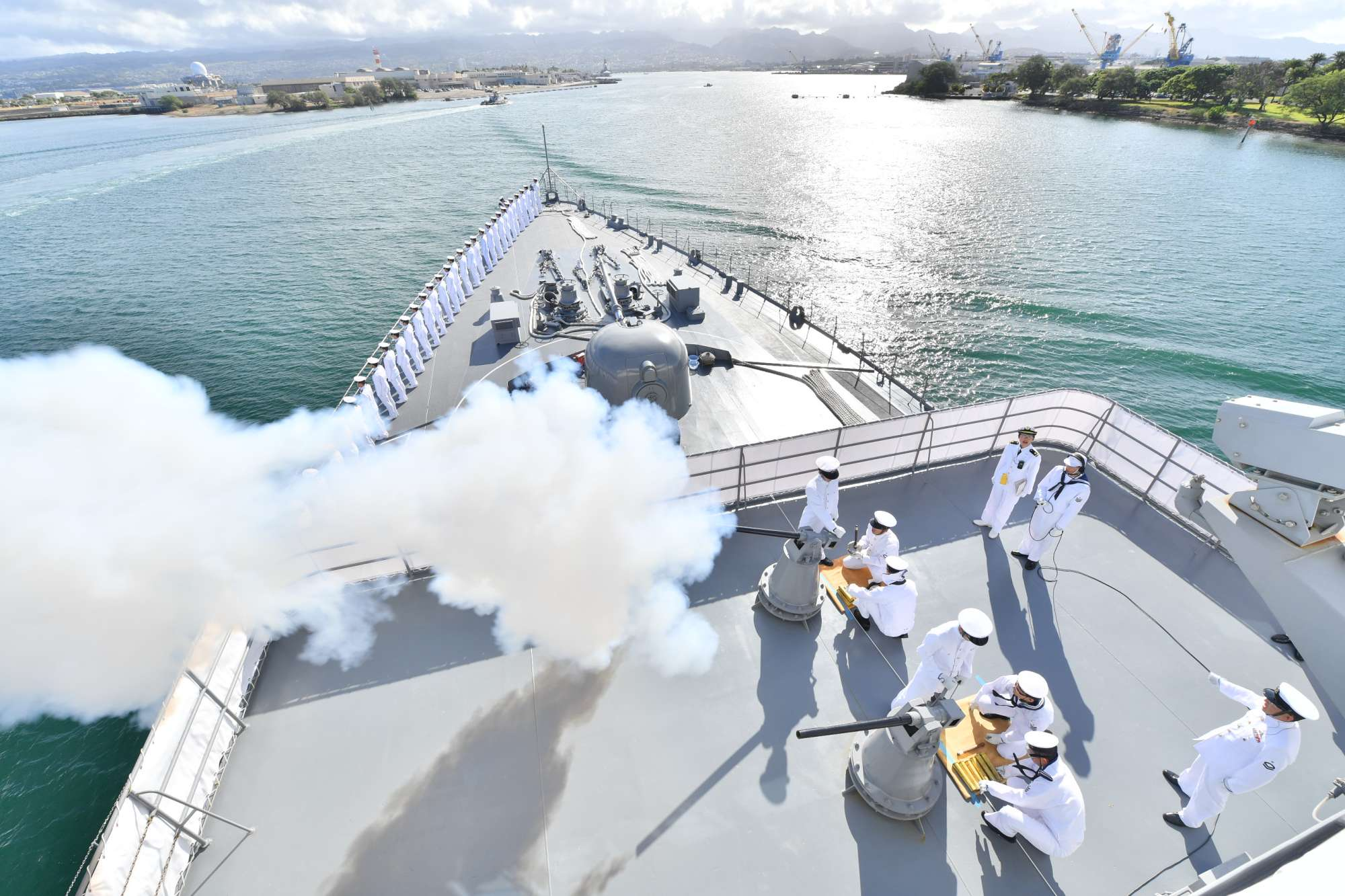
寄港地における礼砲（練習艦「かしま」）

海上自衛隊幹部候補生学校の一般幹部候補生課程を卒業した実習幹部に対し、1958年（昭和33年）から毎年、遠洋練習航海を実施しており、2000年代に入ってからは、中近東・湾岸諸国へも寄港するようになった。
外国訪問時には旗艦による礼砲交換等も実施する。また、寄港地での式典や親善行事で音楽演奏を行なうために、海上自衛隊の全音楽隊から選抜された隊員20名で編成する「練習艦隊司令部音楽隊」も乗艦する。
| 回 | 年度        | 期間              | 派遣方面                                                | 派遣艦                                                                                    | 一般幹候期 |
| -- | ----------- | ----------------- | ------------------------------------------------------- | ----------------------------------------------------------------------------------------- | ---------- |
| 01 | 1957年      | 1月14日〜2月25日  | ハワイ                                                  | DD-101 はるかぜ・PF-281 くす・PF-285 すぎ・PF-288 かや                                    | 7期        |
| 02 | 1958年      | 8月6日〜10月10日  | ハワイ・北米西岸                                        | DD-101 はるかぜ・DD-103 あやなみ・DD-105 うらなみ・ PF-285 すぎ・PF-288 かや・PF-291 きり | 8期        |
| 03 | 1959年      | 6月24日〜8月25日  | ハワイ・北米西岸                                        | DD-104 いそなみ・DD-106 しきなみ・PF-281 くす・ PF-282 なら・PF-295 けやき・PF-290 さくら | 9期        |
| 04 | 1960年      | 5月18日〜7月22日  | ハワイ・北米西岸                                        | DD-102 ゆきかぜ・DD-104 いそなみ・DD-105 うらなみ・ DD-106 しきなみ・DD-184 ゆうぐれ      | 10期       |
| 05 | 1961年      | 6月23日〜9月1日   | ハワイ・北米西岸                                        | DD-161 あきづき・DD-103 あやなみ・DD-183 ありあけ・ DD-184 ゆうぐれ                       | 11期       |
| 06 | 1962年      | 6月8日〜8月19日   | オセアニア                                              | DD-162 てるづき・DD-103 あやなみ・DD-183 ありあけ・ DD-184 ゆうぐれ                       | 12期       |
| 07 | 1963年      | 7月19日〜11月25日 | 欧州                                                    | DD-161 あきづき・DD-162 てるづき・DD-110 たかなみ・ DD-111 おおなみ                       | 13期       |
| 08 | 1964年      | 7月17日〜9月30日  | ハワイ・北米西岸                                        | DD-162 てるづき・DD-112 まきなみ・ DD-183 ありあけ・DD-184 ゆうぐれ                       | 14期       |
| 09 | 1965年      | 6月11日〜11月2日  | 北米西岸・南米東岸                                      | DD-161 あきづき・DD-162 てるづき・DD-107 むらさめ・ DD-108 ゆうだち                       | 15期       |
| 10 | 1966年      | 7月8日〜10月11日  | オセアニア・東南アジア                                  | DD-161 あきづき・DD-110 たかなみ・DD-111 おおなみ・ DD-112 まきなみ                       | 16期       |
| 11 | 1967年      | 6月26日〜10月27日 | 北米東西岸                                              | DD-162 てるづき・DD-106 しきなみ・DD-107 むらさめ・ DD-108 ゆうだち                       | 17期       |
| 12 | 1968年      | 6月3日〜10月4日   | 北米西岸・南米西岸                                      | DD-161 あきづき・DD-103 あやなみ・DD-105 うらなみ・ DD-109 はるさめ                       | 18期       |
| 13 | 1969年      | 7月1日〜11月5日   | オセアニア・東南アジア                                  | DD-162 てるづき・DD-110 たかなみ・DD-111 おおなみ・ DD-112 まきなみ                       | 19期       |
| 14 | 1970年      | 6月30日〜11月18日 | 欧州（世界一周）                                        | TV-3501 かとり・DD-165 きくづき                                                           | 20期       |
| 15 | 1971年      | 6月28日〜11月5日  | 北米東西岸・中米                                        | TV-3501 かとり・DD-113 やまぐも                                                           | 21期       |
| 16 | 1972年      | 6月22日〜11月7日  | 北米西岸・南米東岸                                      | TV-3501 かとり・DD-166 もちづき                                                           | 22期       |
| 17 | 1973年      | 6月20日〜11月2日  | オセアニア・南米西岸                                    | TV-3501 かとり・DD-165 きくづき                                                           | 23期       |
| 18 | 1974年      | 6月17日〜11月19日 | 欧州（世界一周）                                        | TV-3501 かとり・DD-119 あおくも                                                           | 24期       |
| 19 | 1975年      | 6月20日〜11月12日 | 北米・中米                                              | TV-3501 かとり・DD-113 やまぐも                                                           | 25期       |
| 20 | 1976年      | 5月21日〜10月22日 | 北米・南米東岸                                          | TV-3501 かとり・DD-167 ながつき                                                           | 26期       |
| 21 | 1977年      | 6月25日〜11月11日 | オセアニア・東南アジア                                  | TV-3501 かとり・DD-164 たかつき                                                           | 27期       |
| 22 | 1978年      | 7月7日〜11月15日  | 北米東西岸                                              | TV-3501 かとり・DD-119 あおくも                                                           | 28期       |
| 23 | 1979年      | 6月15日〜11月9日  | 欧州（世界一周）                                        | TV-3501 かとり・DD-166 もちづき                                                           | 29期       |
| 24 | 1980年      | 5月26日〜10月22日 | 北米西岸・南米東岸                                      | TV-3501 かとり・DD-120 あきぐも                                                           | 30期       |
| 25 | 1981年      | 6月24日〜11月6日  | オセアニア・東南アジア                                  | TV-3501 かとり・DD-113 やまぐも                                                           | 31期       |
| 26 | 1982年      | 6月7日〜11月5日   | 北米両岸・中南米西岸                                    | TV-3501 かとり・DD-115 あさぐも                                                           | 32期       |
| 27 | 1983年      | 6月15日〜11月16日 | 欧州（世界一周）                                        | TV-3501 かとり・DD-165 きくづき                                                           | 33期       |
| 28 | 1984年      | 6月4日〜11月10日  | 北米西岸・南米東岸                                      | TV-3501 かとり・DD-117 なつぐも                                                           | 34期       |
| 29 | 1985年      | 6月3日〜11月8日   | ハワイ・東南アジア・オセアニア                          | TV-3501 かとり・DD-114 まきぐも                                                           | 35期       |
| 30 | 1986年      | 5月21日〜10月17日 | 北米・南米西岸                                          | TV-3501 かとり・DD-167 ながつき                                                           | 36期       |
| 31 | 1987年      | 6月12日〜11月11日 | 欧州（世界一周）                                        | TV-3501 かとり・DD-129 やまゆき・DD-130 まつゆき                                          | 37期       |
| 32 | 1988年      | 6月27日〜11月15日 | 東南アジア・オセアニア                                  | TV-3501 かとり・DD-131 せとゆき・DD-133 しまゆき                                          | 38期       |
| 33 | 1989年      | 6月14日〜11月14日 | 北米西岸・南米東岸                                      | TV-3501 かとり・DD-125 さわゆき・DD-132 あさゆき                                          | 39期       |
| 34 | 1990年      | 5月8日〜10月12日  | 環太平洋・北米西岸                                      | TV-3501 かとり・DD-128 はるゆき・DD-131 せとゆき                                          | 40期       |
| 35 | 1991年      | 6月13日〜11月20日 | 欧州（世界一周）                                        | TV-3501 かとり・DD-122 はつゆき・DD-129 やまゆき                                          | 41期       |
| 36 | 1992年      | 6月3日〜11月5日   | 環太平洋・オセアニア                                    | TV-3501 かとり・DD-123 しらゆき・DD-133 しまゆき                                          | 42期       |
| 37 | 1993年      | 6月13日〜11月12日 | 北米・南米東岸                                          | TV-3501 かとり・DD-126 はまゆき・DD-127 いそゆき                                          | 43期       |
| 38 | 1994年      | 6月27日〜11月15日 | 北米                                                    | DD-167 ながつき・DD-164 たかつき・DD-166 もちづき・ DD-123 しらゆき                       | 44期       |
| 39 | 1995年      | 5月22日〜10月26日 | 欧州（世界一周）                                        | TV-3508 かしま・DD-131 せとゆき                                                           | 45期       |
| 40 | 1996年      | 4月19日〜9月10日  | 東南アジア・オセアニア                                  | TV-3508 かしま・DD-125 さわゆき                                                           | 46期       |
| 41 | 1997年      | 4月21日〜9月5日   | 北米・南米西岸                                          | TV-3508 かしま・DD-130 まつゆき                                                           | 47期       |
| 42 | 1998年      | 4月20日〜9月11日  | 北米・南米東岸                                          | TV-3508 かしま・DD-157 さわぎり                                                           | 48期       |
| 43 | 1999年      | 4月26日〜9月14日  | 東南アジア・環太平洋                                    | TV-3508 かしま・DD-155 はまぎり                                                           | 49期       |
| 44 | 2000年      | 4月13日〜9月8日   | 欧州（世界一周）                                        | TV-3508 かしま・DD-153 ゆうぎり                                                           | 50期       |
| 45 | 2001年      | 4月20日〜9月9日   | インド洋・中近東                                        | TV-3508 かしま・DD-152 やまぎり                                                           | 51期       |
| 46 | 2002年      | 4月22日〜9月9日   | 北米                                                    | TV-3508 かしま・TV-3513 しまゆき・DD-130 まつゆき                                         | 52期       |
| 47 | 2003年      | 4月24日〜9月8日   | オセアニア・東南アジア                                  | TV-3508 かしま・DD-126 はまゆき・DD-157 さわぎり                                          | 53期       |
| 48 | 2004年      | 4月20日〜9月17日  | 北米西岸・南米東岸                                      | TV-3508 かしま・DD-155 はまぎり・DD-158 うみぎり                                          | 54期       |
| 49 | 2005年      | 4月19日〜9月20日  | 欧州（世界一周）                                        | TV-3508 かしま・DD-101 むらさめ・DD-153 ゆうぎり                                          | 55期       |
| 50 | 2006年      | 4月19日〜9月5日   | 北米                                                    | TV-3508 かしま・TV-3515 やまぎり・DD-154 あまぎり                                         | 56期       |
| 51 | 2007年      | 4月20日〜9月21日  | 環太平洋                                                | TV-3508 かしま・TV-3513 しまゆき・DD-157 さわぎり                                         | 57期       |
| 52 | 2008年      | 4月15日〜9月18日  | 南米・ヨーロッパ                                        | TV-3508 かしま・TV-3516 あさぎり・DD-158 うみぎり                                         | 58期       |
| 53 | 2009年      | 4月21日〜9月4日   | 南アジア・中近東・東ヨーロッパ                          | TV-3508 かしま・TV-3513 しまゆき・DD-153 ゆうぎり                                         | 59期       |
| 54 | 2010年      | 5月26日〜10月28日 | 米国・欧州・地中海・東アジア                            | TV-3508 かしま・TV-3515 やまぎり・DD-125 さわゆき                                         | 60期       |
| 55 | 2011年      | 5月24日〜10月27日 | 北中米・南米西岸                                        | TV-3508 かしま・TV-3516 あさぎり・DD-124 みねゆき                                         | 61期       |
| 56 | 2012年      | 5月22日〜10月22日 | 東南アジア・中東・アフリカ東岸                          | TV-3508 かしま・TV-3513 しまゆき・DD-130 まつゆき                                         | 62期       |
| 57 | 2013年      | 5月22日〜10月30日 | 北米・欧州・インド洋・東南アジア                        | TV-3508 かしま・TV-3517 しらゆき・DD-127 いそゆき                                         | 63期       |
| 58 | 2014年      | 5月22日〜10月24日 | 環太平洋・カリブ海                                      | TV-3508 かしま・TV-3518 せとゆき・DD-151 あさぎり                                         | 64期       |
| 59 | 2015年      | 5月21日〜10月27日 | 北米・中南米                                            | TV-3508 かしま・TV-3513 しまゆき・DD-152 やまぎり                                         | 65期       |
| 60 | 2016年      | 5月20日〜11月4日  | 北米・欧州・インド洋・東南アジア                        | TV-3508 かしま・TV-3518 せとゆき・DD-151 あさぎり                                         | 66期       |
| 61 | 2017年      | 5月22日〜11月1日  | 北米・南米・ロシア・韓国                                | TV-3508 かしま・DD-102 はるさめ                                                           | 67期       |
| 62 | 2018年      | 5月21日〜10月30日 | 東南アジア・中東・欧州・南米・北米                      | TV-3508 かしま・DD-112 まきなみ                                                           | 68期       |
| 63 | 2019年      | 5月21日〜10月24日 | 北米・南米・環太平洋                                    | TV-3508 かしま・DD-105 いなづま                                                           | 69期       |
| 64 | 2020年 前期 | 6月9日〜7月22日   | 東南アジア（シンガポール、補給のみ）                    | TV-3508 かしま・TV-3513 しまゆき                                                          | 70期       |
| 64 | 2020年 後期 | 8月28日〜10月21日 | 米国（ノーム、アンカレッジ、 パールハーバー、サイパン） | TV-3508 かしま                                                                            | 70期       |
| 65 | 2021年 前期 | 5月26日〜7月21日  | 東南アジア                                              | TV-3508 かしま・TV-3518 せとゆき                                                          | 71期       |
| 65 | 2021年 後期 | 8月25日〜10月21日 | 北米・環太平洋                                          | TV-3508 かしま                                                                            | 71期       |
| 66 | 2022年      | 4月24日〜8月22日  | 世界一周（西回り）                                      | TV-3508 かしま・TV-3521 しまかぜ                                                          | 72期       |
| 67 | 2023年      | 5月25日〜10月20日 | 北米西海岸・南米                                        | TV-3508 かしま・TV-3520 はたかぜ                                                          | 73期       |
| 68 | 2024年      | 5月20日〜11月11日 | 世界一周（西回り）                                      | TV-3508 かしま・TV-3521 しまかぜ                                                          | 74期       |
| 69 | 2025年      | 6月13日〜11月12日 | 南米                                                    | TV-3508 かしま・TV-3521 しまかぜ                                                          | 75期       |

※上記

## 部隊編成
- 練習艦隊司令部（呉基地）

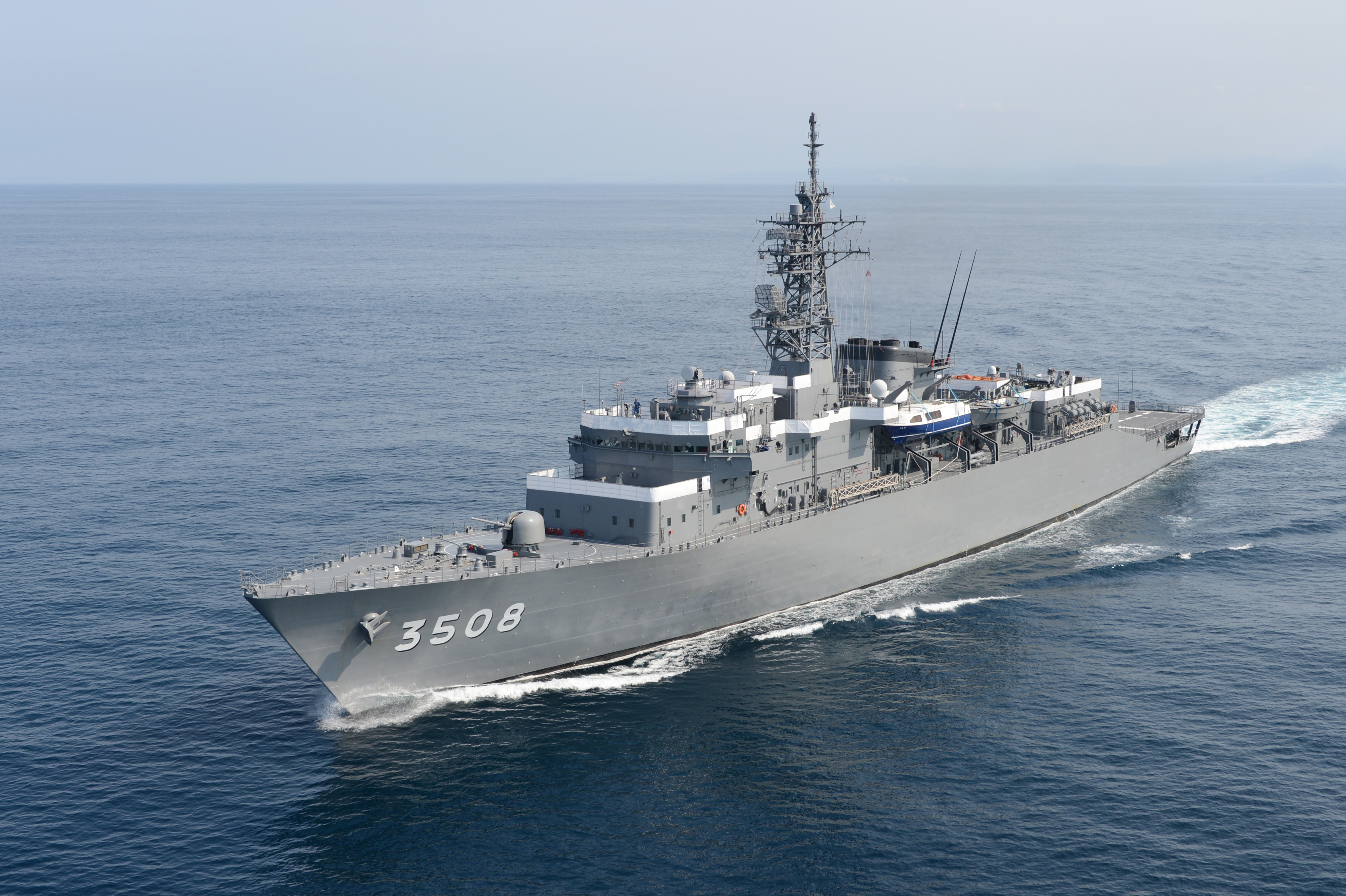
練習艦隊旗艦「かしま」

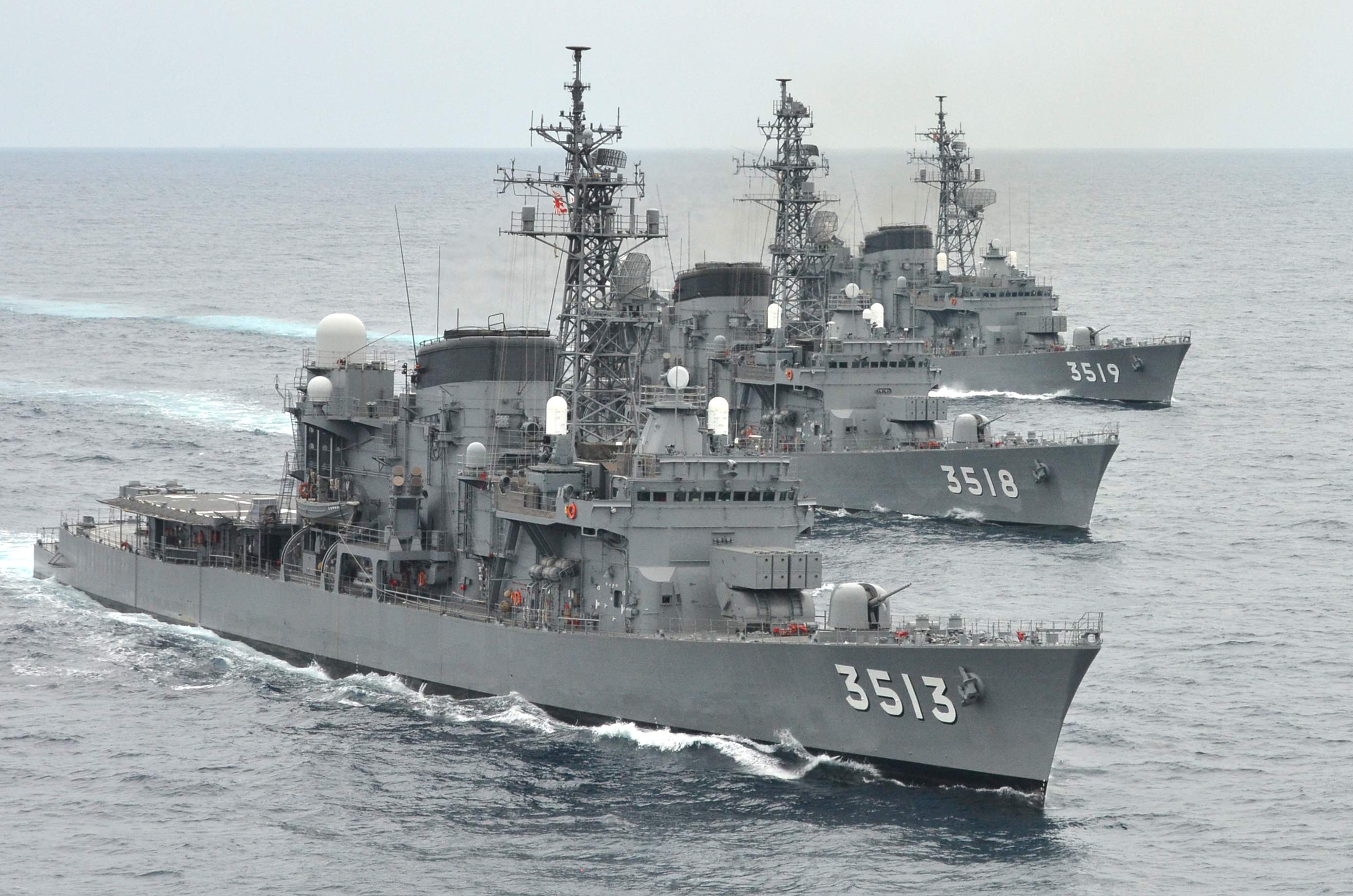
第1練習隊（手前からTV-3513「しまゆき」,TV-3518「せとゆき」TV-3519「やまゆき」（2019年当時））

  - 直轄艦：練習艦「かしま」（TV-3508）
  - 第1練習隊
    - 練習艦「しまかぜ」（TV-3521）
    - 練習艦「やまぎり」（TV-3515）

## 主要幹部
| 官職名         | 階級    | 氏名   | 補職発令日     | 前職                                                     |
| -------------- | ------- | ------ | -------------- | -------------------------------------------------------- |
| 練習艦隊司令官 | 海将補  | 渡邉浩 | 2024年12月20日 | 海上自衛隊幹部候補生学校長                               |
| 首席幕僚       | 1等海佐 | 大矢実 | 2024年12月20日 | 第4護衛隊群司令部首席幕僚 →2024.11.15 練習艦隊司令部勤務 |
| 第1練習隊司令  | 1等海佐 | 能勢毅 | 2025年04月25日 | 大湊海上訓練指導隊司令                                   |

| 代             | 氏名         | 在職期間                | 出身校・期                     | 前職                                              | 後職                                                    |
| 練習隊群司令   | 練習隊群司令 | 練習隊群司令            | 練習隊群司令                   | 練習隊群司令                                      | 練習隊群司令                                            |
| -------------- | ------------ | ----------------------- | ------------------------------ | ------------------------------------------------- | ------------------------------------------------------- |
| 01             | 鈴木英       | 1957.5.10 - 1957.10.31  | 海兵55期・ 海大38期            | 第1警戒隊群司令                                   | 海上幕僚監部附 →1958.1.16 海上自衛隊術科学校長          |
| 02             | 中山定義     | 1957.11.1 - 1958.5.31   | 海兵54期・ 海大36期            | 第2護衛隊群司令 →1957.8.1 海上幕僚監部附          | 海上幕僚監部附 →1958.8.15 同総務部長                    |
| 03             | 吉田英三     | 1958.6.1 - 1958.12.19   | 海兵50期・ 海大32期            | 横須賀地方総監                                    | 退職                                                    |
| 04             | 赤堀次郎     | 1958.12.20 - 1959.12.9  | 海兵55期・ 海大37期            | 大湊地方総監 →1958.12.16 練習隊群司令部付         | 海上自衛隊第2術科学校長                                 |
| 05             | 石黒 進      | 1959.12.10 - 1961.1.31  | 海兵57期・ 海大39期            | 海上自衛隊第2術科学校長                           | 海上幕僚監部防衛部長                                    |
| 06             | 三上作夫     | 1961.2.1 - 1961.6.11    | 海兵56期・ 海大37期            | 海上幕僚監部防衛部長                              | 練習艦隊司令官                                          |
| 練習艦隊司令官 |              |                         |                                |                                                   |                                                         |
| 01             | 三上作夫     | 1961.6.12 - 1961.8.31   | 海兵56期・ 海大37期            | 練習隊群司令 →1961.7.1 海将昇任                   | 護衛艦隊司令官                                          |
| 02             | 永井 昇      | 1961.9.1 - 1962.9.30    | 海兵59期                       | 八戸航空隊司令                                    | 海上自衛隊第1術科学校長                                 |
| 03             | 瀧川孝司     | 1962.10.1 - 1963.12.15  | 海兵59期                       | 海上自衛隊幹部候補生学校長                        | 自衛艦隊司令部付 →1964.7.31 退職                        |
| 04             | 久原一利     | 1963.12.16 - 1964.10.31 | 海兵60期                       | 統合幕僚会議事務局 第2幕僚室長                    | 海上幕僚監部付 →1964.12.16 海上訓練指導隊群司令         |
| 05             | 伍賀守雄     | 1964.11.1 - 1965.11.15  | 海兵61期                       | 統合幕僚会議事務局 第3幕僚室長                    | 自衛艦隊司令部付 →1965.12.16 海上自衛隊幹部候補生学校長 |
| 06             | 水谷秀澄     | 1965.11.16 - 1966.11.15 | 海兵62期                       | 第3護衛隊群司令                                   | 自衛艦隊司令部付 →1967.1.10 海上訓練指導隊群司令        |
| 07             | 星野清三郎   | 1966.11.16 - 1967.11.14 | 海兵63期                       | 統合幕僚会議事務局 第3幕僚室長                    | 統合幕僚会議事務局長 兼 統合幕僚学校長                  |
| 08             | 大川秀四郎   | 1967.11.15 - 1968.11.15 | 海兵64期                       | 第1護衛隊群司令                                   | 呉地方総監部付 →1968.12.31 海上自衛隊幹部候補生学校長   |
| 09             | 本村哲郎     | 1968.11.16 - 1969.11.30 | 海兵65期                       | 横須賀地方副総監                                  | 呉地方総監部付 →1970.1.1 海上自衛隊幹部候補生学校長     |
| 10             | 谷川清澄     | 1969.12.1 - 1970.12.15  | 海兵66期                       | 統合幕僚会議事務局 第2幕僚室長 →1970.7.1 海将昇任 | 海上幕僚監部付 →1971.1.1 佐世保地方総監                 |
| 11             | 今井梅一     | 1970.12.16 - 1971.12.15 | 海兵67期                       | 海上幕僚監部調査部長                              | 海上幕僚監部付 →1972.3.16 海上自衛隊幹部候補生学校長    |
| 12             | 石榑信敏     | 1971.12.16 - 1972.12.15 | 海兵68期                       | 統合幕僚会議事務局 第2幕僚室長                    | 海上幕僚監部付 →1973.7.1 海上自衛隊幹部候補生学校長     |
| 13             | 石野自彊     | 1972.12.16 - 1973.11.30 | 海兵69期                       | 海上幕僚監部監察官 →1973.7.1 海将昇任             | 大湊地方総監                                            |
| 14             | 齋藤國二朗   | 1973.12.1 - 1974.12.4   | 海兵70期                       | 海上幕僚監部防衛部長 →1974.7.1 海将昇任           | 海上幕僚監部付 →1975.3.17 護衛艦隊司令官                |
| 15             | 常廣栄一     | 1974.12.5 - 1975.12.15  | 海兵71期                       | 第2護衛隊群司令                                   | 自衛艦隊司令部付 →1976.4.1 海上訓練指導隊群司令         |
| 16             | 左近允尚敏   | 1975.12.16 - 1976.11.30 | 海兵72期                       | 第4護衛隊群司令                                   | 防衛大学校訓練部長                                      |
| 17             | 佐藤文夫     | 1976.12.1 - 1977.12.4   | 海兵73期                       | 海上幕僚監部総務部長 →1977.7.1 海将昇任           | 海上幕僚監部付 →1978.3.16 舞鶴地方総監                  |
| 18             | 小室祥悦     | 1977.12.5 - 1978.12.10  | 海兵74期                       | 第3護衛隊群司令                                   | 海上幕僚監部付 →1979.2.1 海上自衛隊第1術科学校長        |
| 19             | 植田一雄     | 1978.12.11 - 1979.12.4  | 海兵74期                       | 第3護衛隊群司令                                   | 海上幕僚監部付 →1980.2.15 同監察官                      |
| 20             | 深井汪介     | 1979.12.5 - 1980.12.4   | 海兵75期                       | 護衛艦隊司令部幕僚長                              | 海上幕僚監部監察官                                      |
| 21             | 菅田昭男     | 1980.12.5 - 1981.12.1   | 海兵76期・ 広島工専 昭和22年卒 | 第3護衛隊群司令                                   | 海上自衛隊第1術科学校長                                 |
| 22             | 田邊元起     | 1981.12.2 - 1982.12.5   | 海兵76期                       | 第3護衛隊群司令                                   | 横須賀地方総監部付 →1983.2.16 退職                      |
| 23             | 岡田 憲      | 1982.12.6 - 1983.12.19  | 海保大1期・ 4期幹候            | 横須賀地方総監部幕僚長                            | 海上自衛隊幹部候補生学校長                              |
| 24             | 小川正美     | 1983.12.20 - 1984.12.16 | 水産講習所・ 2期幹候           | 第3護衛隊群司令                                   | 自衛艦隊司令部勤務                                      |
| 25             | 伊東隆行     | 1984.12.17 - 1985.12.19 | 海保大2期・ 6期幹候            | 第3護衛隊群司令                                   | 防衛大学校訓練部長                                      |
| 26             | 小西岑生     | 1985.12.20 - 1986.12.4  | 防大1期                        | 海上幕僚監部調査部長                              | 護衛艦隊司令官                                          |
| 27             | 水本幾男     | 1986.12.5 - 1987.12.1   | 防大1期                        | 第1護衛隊群司令                                   | 海上幕僚監部付 →1988.3.16 海上自衛隊第1術科学校長       |
| 28             | 岩澤 徹      | 1987.12.2 - 1988.12.14  | 防大3期                        | 第2護衛隊群司令                                   | 海上幕僚監部付 →1989.3.20 防衛大学校訓練部長            |
| 29             | 山本 誠      | 1988.12.15 - 1989.12.14 | 防大4期                        | 海上幕僚監部調査部長                              | 海上幕僚監部付 →1990.3.16 海上自衛隊幹部学校長          |
| 30             | 加藤武彦     | 1989.12.15 - 1990.12.14 | 防大6期                        | 第4護衛隊群司令                                   | 横須賀地方総監部幕僚長                                  |
| 31             | 塚原武夫     | 1990.12.15 - 1992.1.12  | 防大6期                        | 第4護衛隊群司令                                   | 海上幕僚監部付 →1992.3.16 防衛大学校訓練部長            |
| 32             | 林博太郎     | 1992.1.13 - 1992.12.14  | 防大7期                        | 第1護衛隊群司令                                   | 海上幕僚監部付 →1993.3.24 自衛艦隊司令部幕僚長          |
| 33             | 五味睦佳     | 1992.12.15 - 1993.12.14 | 防大8期                        | 第3護衛隊群司令                                   | 開発指導隊群司令                                        |
| 34             | 山崎 眞      | 1993.12.15 - 1994.12.14 | 防大9期                        | 海上幕僚監部監察官                                | 海上幕僚監部装備部長                                    |
| 35             | 長谷川語     | 1994.12.15 - 1995.12.14 | 防大10期                       | 第1護衛隊群司令                                   | 海上幕僚監部付 →1996.3.25 海上幕僚監部監察官            |
| 36             | 山田道雄     | 1995.12.15 - 1996.12.15 | 防大11期                       | 第2護衛隊群司令                                   | 海上幕僚監部付 →1997.3.26 開発指導隊群司令              |
| 37             | 勝山 拓      | 1996.12.16 - 1997.12.7  | 防大12期                       | 第3護衛隊群司令                                   | 海上自衛隊幹部候補生学校長                              |
| 38             | 古庄幸一     | 1997.12.8 - 1998.12.7   | 防大13期                       | 第3護衛隊群司令                                   | 海上幕僚監部監察官                                      |
| 39             | 関 泰雄      | 1998.12.8 - 1999.12.9   | 防大14期                       | 第2護衛隊群司令                                   | 海上幕僚監部監察官                                      |
| 40             | 吉川榮治     | 1999.12.10 - 2001.1.10  | 防大15期                       | 第3護衛隊群司令                                   | 統合幕僚会議事務局第5幕僚室長                           |
| 41             | 保井信治     | 2001.1.11 - 2001.12.2   | 防大16期                       | 第1護衛隊群司令                                   | 海上幕僚監部付 →2002.3.22 海上自衛隊幹部候補生学校長    |
| 42             | 泉 徹        | 2001.12.3 - 2002.12.1   | 防大17期                       | 海上幕僚監部調査部長                              | 海上幕僚監部付 →2003.1.28 防衛大学校訓練部長            |
| 43             | 杉本正彦     | 2002.12.2 - 2004.3.4    | 防大18期                       | 第3護衛隊群司令                                   | 海上幕僚監部付 →2004.3.29 同監理部長                    |
| 44             | 東郷行紀     | 2004.3.5 - 2005.1.11    | 防大18期                       | 第4護衛隊群司令                                   | 海上幕僚監部調査部長                                    |
| 45             | 柴田雅裕     | 2005.1.12 - 2005.12.4   | 名工大・ 27期幹候              | 第2護衛隊群司令                                   | 海上幕僚監部付 →2006.3.27 海上自衛隊幹部候補生学校長    |
| 46             | 佐々木孝宣   | 2005.12.5 - 2006.12.5   | 防大21期                       | 第4護衛隊群司令                                   | 海上幕僚監部付 →2007.3.28 阪神基地隊司令                |
| 47             | 松下泰士     | 2006.12.6 - 2007.12.2   | 防大22期                       | 第2護衛隊群司令                                   | 海上自衛隊幹部学校副校長                                |
| 48             | 井上力       | 2007.12.3 - 2008.11.30  | 防大24期                       | 第4護衛隊群司令                                   | 護衛艦隊司令部幕僚長                                    |
| 49             | 河村正雄     | 2008.12.1 - 2009.12.6   | 防大25期                       | 第1護衛隊群司令                                   | 舞鶴地方総監部幕僚長                                    |
| 50             | 德丸伸一     | 2009.12.7 - 2010.12.19  | 防大25期                       | 第4護衛隊群司令                                   | 護衛艦隊司令部幕僚長                                    |
| 51             | 大塚海夫     | 2010.12.20 - 2011.11.30 | 防大27期                       | 第2護衛隊群司令                                   | 海上幕僚監部指揮通信情報部長                            |
| 52             | 淵之上英寿   | 2011.12.1 - 2012.12.3   | 防大26期                       | 第2護衛隊群司令                                   | 海上幕僚監部監察官                                      |
| 53             | 北川文之     | 2012.12.4 - 2013.12.2   | 防大26期                       | 第3護衛隊群司令                                   | 海上自衛隊幹部学校副校長                                |
| 54             | 湯浅秀樹     | 2013.12.3 - 2014.12.14  | 防大30期                       | 第2護衛隊群司令                                   | 防衛大学校訓練部長                                      |
| 55             | 中畑康樹     | 2014.12.15 - 2015.11.30 | 防大30期                       | 第3護衛隊群司令                                   | 防衛監察本部監察官                                      |
| 56             | 岩崎英俊     | 2015.12.1 - 2016.12.19  | 防大31期                       | 第2護衛隊群司令                                   | 呉地方総監部幕僚長                                      |
| 57             | 眞鍋浩司     | 2016.12.20 - 2017.12.19 | 防大28期                       | 第3護衛隊群司令                                   | 自衛艦隊司令部勤務                                      |
| 58             | 泉 博之      | 2017.12.20 - 2018.12.19 | 早大・ 41期幹候                | 第2護衛隊群司令                                   | 統合幕僚学校副校長                                      |
| 59             | 梶元大介     | 2018.12.20 - 2019.12.19 | 防大32期                       | 第3護衛隊群司令                                   | 護衛艦隊司令部幕僚長                                    |
| 60             | 八木浩二     | 2019.12.20 - 2020.12.21 | 防大35期                       | 護衛艦隊司令部幕僚長                              | 海上自衛隊幹部候補生学校長                              |
| 61             | 石巻義康     | 2020.12.22 - 2021.12.21 | 防大36期                       | 第3護衛隊群司令                                   | 海上自衛隊第2術科学校長                                 |
| 62             | 小牟田秀覚   | 2021.12.22 - 2022.12.22 | 放大・ 44期幹候                | 第1護衛隊群司令                                   | 海上自衛隊幹部学校副校長                                |
| 63             | 今野泰樹     | 2022.12.23 - 2023.12.21 | 防大38期                       | 護衛艦隊司令部幕僚長                              | 自衛艦隊司令部付 →2024.3.28 呉地方総監部幕僚長          |
| 64             | 西山高広     | 2023.12.22 - 2024.12.19 | 防大39期                       | 第1護衛隊群司令                                   | 海上自衛隊幹部候補生学校長                              |
| 65             | 渡邉 浩      | 2024.12.20              | 防大34期                       | 海上自衛隊幹部候補生学校長                        |                                                         |